# 1893
Évszázadok: 18. század – 19. század – 20. század
Évtizedek: 1840-es évek – 1850-es évek – 1860-as évek – 1870-es évek – 1880-as évek – 1890-es évek – 1900-as évek – 1910-es évek – 1920-as évek – 1930-as évek – 1940-es évek
Évek: 1888 – 1889 – 1890 – 1891 –  1892 – 1893 – 1894 – 1895 – 1896 – 1897 – 1898

## Események

### Határozott dátumú események
- február 14. – Az USA annektálja Hawaiit.
- március 4. – Beiktatják hivatalába az Egyesült Államok 24. elnökét, Grover Clevelandet, aki 1885 és 1889 között már irányította egyszer az országot.[1]
- június 18. – A siófoki strandfürdőt megnyitják a nagyközönség előtt.[2]
- szeptember 8. – Angliában megbukik az ír önkormányzati törvény (Home Rule).
- november 25. – A Madártani Intézet (a világ első ilyen állami intézetének) megalapítása. (Első vezetője Herman Ottó, utódja Chernel István.)

### Határozatlan dátumú események
- május: Kolozsváron elkezdődik a memorandum-per.[3]
- október – Elkezdődik az első matabele háború.
- az év folyamán –
  - Az 1893-as pénzügyi pánik.
  - A délkelet-ázsiai Laosz is francia protektorátus lesz.[4]

## Az év témái

### 1893 az irodalomban
- Jókai Mór megírja a Sárga rózsa című kisregényt.[5]

### 1893 a filmművészetben
- Thomas Alva Edison megépíti a Black Maria stúdiót
- május 9. – Bemutatják William K. L. Dickson A patkolókovács című rövidfilmjét, mely a legrégebbi teljes egészében fennmaradt film, valamint az első, melyben színészek szerepelnek.

### 1893 a tudományban
- február 11. – Csonka János és Bánki Donát szabadalmaztatják a porlasztót.
- február 15. – Megkezdi a működését a telefonhírmondó Magyarországon.
- Budapest-Pozsony-Győr-Szeged-Arad bekapcsolásával megindul a helyközi telefon forgalom.

### 1893 a vasúti közlekedésben
- Az Arad–Körösvölgyi Vasút és az Arad–Csanádi Vasút egyesítésével létrejön az Aradi és Csanádi Egyesült Vasutak (ACsEV).

## Születések
- január 6. – Endresz György pilóta, repülőoktató († 1932)
- január 19. – Zygmunt Bohusz-Szyszko lengyel tábornok († 1982)
- január 20. – Gyergyai Albert író, műfordító († 1981)
- január 21. – Csoór Lajos magyar író, újságíró, lapszerkesztő, országgyűlési képviselő († 1963)
- február 2. – Lánczos Kornél matematikus, fizikus († 1974)
- február 12. – Omar Bradley amerikai tábornok a második világháborúban és a koreai háborúban († 1981)
- február 13. – Schaffer Alfréd magyar labdarúgó és edző († 1945)
- február 15. – Blattner Géza festő, grafikus és bábművész († 1967)
- február 16. – Mihail Nyikolajevics Tuhacsevszkij szovjet marsall, katonai reformer, diplomata († 1937)
- február 17. – Habsburg–Toscanai Ferenc Károly Szalvátor főherceg osztrák főherceg, magyar és cseh királyi herceg († 1918)
- február 21. – Honthy Hanna Kossuth-díjas magyar operettprimadonna, színésznő, érdemes és kiváló művész († 1978)
- március 1. – Nagy Iván magyar ügyvéd, tiszteletbeli vármegyei tiszti főügyész, országgyűlési képviselő († ?)
- március 9. – Jacobi Roland négyszeres világbajnok asztaliteniszező († 1951)
- március 11. – Szondi Lipót magyar származású svájci pszichiáter († 1986)
- március 23. – Vecsey Ferenc hegedűművész († 1935)
- március 25. – Czillich Anna festőművész († 1923)
- március 27. – Mannheim Károly szociológus, pedagógus, filozófus († 1947)
- március 28. – B. Szabó István kisgazdapárti politikus, miniszter († 1976)
- április 5. – Szabó Pál író, politikus († 1970)
- április 7. – Lakner Artúr író, filmdramaturg, színházigazgató, Lakner Bácsi Gyermekszínházának alapítója († 1944)
- április 7. – Békássy Ferenc magyar költő, író, esszéista († 1915)
- április 9. – Glykais Gyula, kétszeres olimpiai bajnok kardvívó († 1948)
- április 20. – Joan Miró festő († 1983)
- május 15. – Thuránszky Pál magyar katonatiszt, főispán, országgyűlési képviselő († 1965)
- május 19. – Bajor Gizi Kossuth-díjas, kiváló művész, a Nemzeti Színház örökös tagja († 1951)
- május 23. – Gábor Jenő festő és grafikus († 1968)
- május 30. – Arányi Jelly hegedűművésznő († 1966)
- június 6. – Szalay Sándor Európa-bajnok műkorcsolyázó († 1965)
- június 12. – Németh Imre magyar újságíró, író, politikus, országgyűlési képviselő († 1970)
- június 14. – Vay Miklós magyar földbirtokos, mezőgazdász, vállalkozó, országgyűlési képviselő († 1982)
- július 3. – Bortnyik Sándor festő, grafikus († 1976)
- július 5. – Habsburg–Tescheni Leó Károly főherceg osztrák főherceg, magyar és cseh királyi herceg, cs. és kir. lovassági százados, majd a Lengyel Köztársaság hadseregének tisztje, földbirtokos († 1939)
- július 19. – Vlagyimir Vlagyimirovics Majakovszkij orosz(szovjet) költő († 1930)
- július 25. – Nagy Imre, festőművész († 1976)
- augusztus 5. – Vera Holodnaja – filmszínésznő, az egyik első oroszországi filmsztár († 1919)
- szeptember 16. – Korda Sándor (Sir Alexander Korda), magyar származású brit filmrendező, producer († 1956)
- szeptember 16. – Szent-Györgyi Albert, Nobel-díjas kémikus († 1986)
- szeptember 22. – Lahner Emil, festőművész († 1980)
- szeptember 23. – Boér Ágoston magyar földbirtokos, követségi titkár, országgyűlési képviselő († ?)
- szeptember 23. – Simon Ferenc magyar gazdálkodó, országgyűlési képviselő († 1951)
- október 13. – Kölcsey István magyar földbirtokos, jogász, országgyűlési képviselő († 1974)
- október 15. – Uhlyárik Jenő, olimpiai ezüstérmes vívó, sportvezető, honvédtiszt († 1974)
- október 28. – Farkas Imre politikus, országgyűlési képviselő († 1955)
- november 2. – Battista Pininfarina (er. Giambattista Farina), olasz sportkocsitervező és -építő († 1966)
- november 2. – Byssz Róbert, magyar festő, karikaturista, grafikus, újságíró († 1961)
- november 13. – Edward Adelbert Doisy, Nobel-díjas amerikai biokémikus († 1986)
- november 20. – Ábrahám Ambrus Andor, zoológus, ideghisztológus, az MTA tagja († 1989)
- november 22. – Lazar Moiszejevics Kaganovics, ukrán zsidó származású bolsevik forradalmár, népbiztos, szovjet kommunista politikus, az SZKP PB tagja, miniszterelnök-helyettes († 1991)
- december 3. – Torma Imre festőművész († 1954)
- december 11. – Váczy György magyar ügyész, ügyvéd, országgyűlési képviselő († 1964)
- december 26. – Mao Ce-tung, tanító, forradalmár, Kína első elnöke († 1976)

## Halálozások
- január 2. – John Obadiah Westwood, brit entomológus (* 1805)
- január 7. – Josef Stefan, szlovén fizikus, matematikus és költő (* 1835)
- január 25. – Forró Elek honvéd ezredes (* 1813)
- február 6. – Reinoudina de Goeje holland írónő
- február 7. – Erődi Dániel József gimnáziumi tanár, lapszerkesztő (* 1844)
- március 16. – Puskás Tivadar, feltaláló (* 1844)
- március 27. – Edelsheim-Gyulai Lipót császári és királyi lovassági tábornok (* 1826)
- április 21. – Markusovszky Lajos orvos, egészségügyi reformer (* 1815)
- június 15. – Erkel Ferenc zeneszerző, a magyar „Himnusz” zeneszerzője, karmester, zongoraművész, pedagógus, sakkmester, a Pesti Sakk-kör első elnöke (* 1810)
- július 2. – Aschermann Ferenc honvéd ezredes (* 1821)
- július 2. – Georg Daniel Teutsch erdélyi szász történész, evangélikus püspök (* 1817)
- november 1. – Jan Matejko lengyel festő (* 1838)
- november 6. – Pjotr Iljics Csajkovszkij orosz zeneszerző (* 1840)
- november 12. – Alexander Bach osztrák politikus, belügyminiszter (* 1813)
- november 18. – Charles Force Deems amerikai egyházi személy (* 1820)
- november 21. - Majer István pedagógus (* 1813)
- november 25. – Pápai Károly néprajzkutató, az obi-ugor népek kutatója (* 1861)